# Insigna „Asistență internațională”

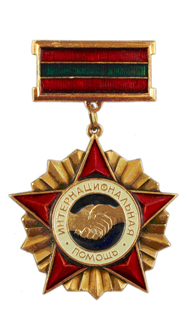
Insigna "Asistenţă internaţională"

Insigna "Asistență internațională" (în rusă Нагрудный знак "Интернациональная помощь") este una dintre decorațiile jubiliare ale auto-proclamatei Republici Moldovenești Nistrene. Ea a fost înființată prin decretul nr. 88 al președintelui RMN, Igor Smirnov, din data de 21 iulie 1994.

## Statut
1. Insigna "Asistență internațională" a fost înființată pentru a-i decora pe cetățenii altor state, care au oferit ajutor în apărarea, formarea și dezvoltarea Republicii Moldovenești Nistrene. 
2. Insigna "Asistență internațională" este conferită:
a) pentru  acordarea de sprijin militar în protejarea republicii;
b) pentru acordarea de asistență umanitară;
c) pentru participarea la forțele de menținere a păcii;
d) în alte circumstanțe și condiții, legate de apărarea și obținerea recunoașterii Republicii Moldovenești Nistrene.
3. Insigna "Asistență internațională" se poartă pe partea dreaptă a pieptului și în prezența și a altor decorații, este aranjată înaintea acestora și după Insigna "Pentru apărarea Transnistriei". 

## Descriere
Insigna "Asistență internațională" este confecționată dintr-un aliaj de aluminiu și are formă de stea pentagonală acoperită cu smalț emailat de culoare roșie. Între colțurile stelei se află raze divergente. În mijlocul stelei sunt două cercuri concentrice. Cel din interior este acoperit cu un smalț albastru și are în centrul său souă mâini strânse, de culori aurii. Între cele două cercuri se află inscripția "Интернациональная помощь" ("Asistență internațională") dispusă circular pe un spațiu acoperit cu smalț alb. 
Pe reversul insignei este inscripția: "За оборону Приднестровья" ("Pentru apărarea Transnistriei"). Toate imaginile și inscripțiile sunt convexe. 
Insigna este prinsă printr-o ureche de un cadru rectangular dintr-un aliaj de aluminiu, care are scobituri pe margini. Suprafața cadrului este împărțită în trei fâșii transversale de dimensiuni egale: două de smalț emailat roșu și una de smalț emailat verde, simbolizând culorile steagului național al Republicii Moldovenești Nistrene. Pe reversul cadrului metalic se află o agrafă pentru prinderea decorației de haine.